# Loubré
Loubré est une localité située dans le département de Tangaye de la province du Yatenga dans la région Nord au Burkina Faso.

## Géographie
Loubré se trouve à 11 km au nord-ouest de Tangaye, le chef-lieu du département, à 3 km à l'est de Pella-Tibitiguia et à environ 18 km au nord-ouest du centre de Ouahigouya.

## Santé et éducation
Le centre de soins le plus proche de Loubré est le centre de santé et de promotion sociale (CSPS) de Pella-Tibitiguia tandis que le centre hospitalier régional (CHR) se trouve à Ouahigouya.